# Katedra pamięci: Nieznana historia Leonarda da Vinci
Katedra pamięci: Nieznana historia Leonarda da Vinci (ang. The memory cathedral: a secret history of Leonardo da Vinci) – angielska powieść historyczna autorstwa Jacka Danna z 1995 roku. Książka przedstawia fikcję historyczną, autor opisuje nieznany rok z życia włoskiego artysty renesansowego i naukowca, Leonarda da Vinci.

## Fabuła
Akcja książki osadzona jest w XV-wiecznej Florencji, mieście rządzonym przez Medyceuszy. Leonardo da Vinci żyje w czasach, w których następuje wymieszanie nauki z magią. W otoczeniu Sandro Botticellego i Niccolò Machiavellego pracuje jako malarz. Jest także kochankiem oszałamiająco pięknej młodej kobiety. Zostaje jednak zaatakowany przez wroga. Udaje się na Bliski Wschód, gdzie podczas wojny wykorzystuje swoje machiny militarne – aparaty do nurkowania, wielolufowe działa, opancerzone wozy bojowe i pociski rozpryskowe wyrzucane z latających machin.